# (1161) Thessalia
(1161) Thessalia es el asteroide número 1161 situado en el cinturón principal. Fue descubierto por el astrónomo Karl Wilhelm Reinmuth  desde el observatorio de Heidelberg, el 29 de septiembre de 1929. Su designación alternativa es 1929 SF. Está nombrado por la Tesalia, una región de la antigua Grecia.